# Albert Schweitzer (film)
Pour les articles homonymes, voir Schweitzer.
Pour plus de détails, voir Fiche technique et Distribution.
Albert Schweitzer est un film documentaire allemand réalisé par Jerome Hill en 1957. 

## Synopsis
Le documentaire relate la vie d'Albert Schweitzer, qui obtint, entre autres, le Prix Nobel de la paix en 1952.

## Fiche technique
- Titre : Albert Schweitzer
- Réalisation : Jerome Hill
- Scénario : Thomas Bruce Morgan
- Musique : Alec Wilder
- Photographie : Erica Anderson
- Montage : Julia Knowlton, Henry A. Sundquist et Luke Bennett
- Production : Jerome Hill
- Société de production : Hill & Anderson Productions
- Société de distribution : Louis De Rochemont Associates (États-Unis)
- Pays :  États-Unis et  France
- Genre : Documentaire
- Durée : 85 minutes
- Date de sortie : 
  - Allemagne de l'Ouest : 22 novembre 1957

## Tournage
Une partie du film est tournée à Lambaréné au Gabon.

## Distinctions
Le film a reçu l'Oscar du meilleur film documentaire.